# Бебрисцихе
Бебрисцихе (груз. ბებრისციხე — крепость старца. Употребляется также наименование Нацихари — замковище) — крепость в Грузии, ныне руинированная, сильно пострадала от оползня. Археологический памятник. Расположена на крутом утёсе на правом берегу реки Арагви, над Военно-Грузинской дорогой, примерно в полутора километрах от впадения Арагви в Куру. Крепость служила охраной от набегов горских племён.
В настоящее время сохранилась часть башни цитадели, западная стена и отдельные элементы других укреплений.

## История
Возведена на северной окраине Мцхеты, возможно ещё в I веке до н. э. (этим периодом датируются обнаруженные при раскопках остатки крепостных стен). Существующие постройки относятся к IX веку.
В крепости в 1156 году скончался царь Деметре I.

## Легенда
Владел когда-то крепостью князь Симеон. Были у князя сын Мамука и дочь Макрине. После смерти князя завладел крепостью Мамука, тяжёлым бременем легла его власть на его крестьян-подданных, непомерны стали налоги. Пыталась воззвать к его совести добрая Макрине, но злой брат заточил её в башню. Как-то набросился он с нагайкой на своих крестьян, как вдруг черные змеи обвили его ноги. Испугавшись, стал каяться в грехах Мамука, обещал он всё имение своё раздать, а самому собрать деньги на храм. Из своей башни молилась за брата и Макрине. Дошли до Бога их молитвы, отпали с ног Мамуки змеи словно высохшие корни. Ушёл в мир Мамука, постриглась в монахини Макрине. 70 лет было отмерено земной жизни Макрине, на похороны её пришёл неизвестный старец, поцеловал покойницу в лоб и сказал: «Сестра моя! Исполнил и я свой обет». И умер. А люди стали называть это место «Бебрисцихе» (крепость старца).